# Sam Chui
Sam Chui (Pechino, 7 novembre 1980) è un fotografo cinese naturalizzato australiano, famoso per le sue foto e per i suoi video pubblicati sulla piattaforma YouTube sull’aviazione.

## Adolescenza
Sam Chui è nato il 7 novembre 1980 a Pechino. Quando era ancora un bambino, i suoi genitori si trasferirono a Hong Kong. Chui visitava spesso l'aeroporto di Kai Tak (il vecchio aeroporto di Hong Kong) per osservare gli aerei atterrare.

## Carriera

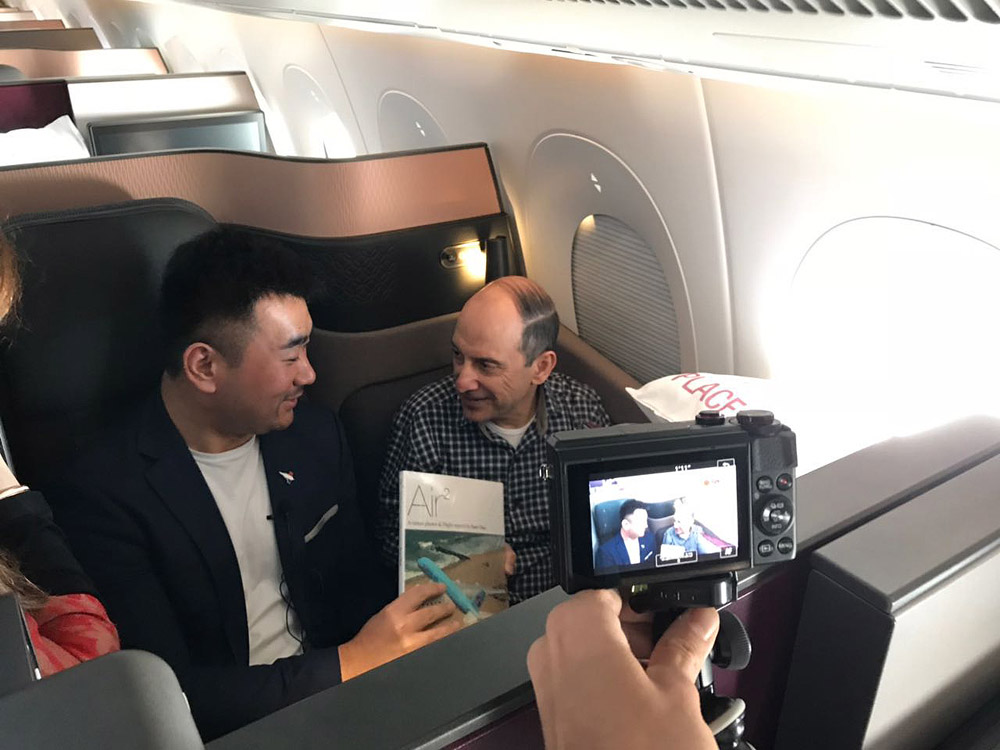
Chui insieme al CEO di Qatar Airways, Akbar Al Baker, presenta il suo libro Air 2 durante le riprese del suo vlog a bordo di un Airbus A350 XWB di Qatar Airways dove presenta la nuova cabina; Qsuites

Nel 1999, Chui ha aperto un sito web, pubblicando foto di aerei. Da allora si è ampliato per includere eventi attuali riguardanti l'aviazione. È noto per le foto dall'alto dell'aeroporto internazionale di Los Angeles catturate dagli elicotteri.
Nel 2019, Chui è stato invitato a bordo di un jet privato Boeing 747-SP di proprietà precedentemente della famiglia reale del Qatar e ha volato da Hamilton, in Canada, a Marana, in Arizona, come unico passeggero. Nel 2019 è volato a Roma a bordo di un Boeing 747 della El Al Israel Airlines.
Chui ha un grande interesse per il Boeing 747. Ha percorso oltre un milione di miglia su oltre 279.747 voli e ha volato su ogni variante commerciale del 747 con 37 operatori differenti di tutto il mondo. Il suo primo volo su un Boeing 747 fu nel 1993 a bordo del volo United Airlines 800 da Hong Kong a Tokyo Narita. Chui ha volato con 240 compagnie aeree e 180 tipi di aerei differenti. Ha volato da New York a Londra sul Concorde, è atterrato su un ghiacciaio in Nuova Zelanda, ha visitato Lukla in Nepal e ha preso il volo senza scalo più lungo del mondo da Singapore a Newark. Era l'unico passeggero a bordo dell'unico Boeing 787 Dreamliner di proprietà privata al mondo. Chui ha conseguito la licenza di pilota privato negli Stati Uniti nel luglio 2021.
Ha anche lavorato per la National Business Aviation Association (NBAA) per pubblicare i punti salienti della NBAA Business Aviation Convention & Exhibition (NBAA-BACE) del 2021.

## Controversie
Nel 2022 è stato riferito da diversi media online nepalesi che Chui è stato fatto entrare nella cabina di pilotaggio dal capo pilota della Nepal Airlines Vijaya Lama durante l'imbarco a Dubai. Le autorità nepalesi dell'aviazione civile hanno avviato un'indagine. Lama ha negato queste affermazioni in un'intervista successiva.
Nel maggio 2023 Chui ha violato i regolamenti sulle operazioni di volo degli aerei di Taiwan entrando nella cabina di pilotaggio del volo inaugurale di Starlux da Taipei a Los Angeles. L'aereo è stato pilotato dal fondatore e presidente di Starlux Chang Kuo-wei e ha dovuto pagare una multa di 60.000 NT $ a causa della violazione della sicurezza.

## Libri
| Titolo                                                 | Editore                                 | Anno di pubblicazione | ISBN |
| ------------------------------------------------------ | --------------------------------------- | --------------------- | ---- |
| Aria 1 – Foto aeree di Sam Chui                        | Zkoob limitata                          | 2008                  |      |
| Air 2 – Foto dell'aviazione e resoconti dei voli       | Azienda Pixelium                        | 2012                  |      |
| Air 3 – Foto di aviazione ed esperienze di volo        | Stampa dell'aviazione di Astral Horizon | 2014                  |      |
| Air 747: vivere la passione: il Jumbo Jet della Boeing | Stampa dell'aviazione di Astral Horizon | 2020                  |      |